# دروغ خوب
دروغ خوب (به انگلیسی: The Good Lie) فیلمی محصول سال ۲۰۱۴ و به کارگردانی فیلیپه فالاردیو است. در این فیلم بازیگرانی همچون ریس ویترسپون، آرنولد اوسنگ، گر دوانی، امانوئل جال، یوگندرا تیکو، کوری استول، سارا بیکر ایفای نقش کرده‌اند.